# Marianne Weber (sociologa)
Marianne Weber, nata Schnitger coniugata Weber (Oerlinghausen, 2 agosto 1870 – Heidelberg, 12 marzo 1954), è stata una sociologa, politica e femminista tedesca, ricordata anche per essere stata la moglie del filosofo e sociologo Max Weber.

## Biografia
Marianne Schnitger nacque a Oerlinghausen, una cittadina della provincia prussiana della Vestfalia, in una ricca famiglia tedesca: suo padre Eduard Schnitger era medico, la madre Anna era figlia di Karl Weber, un importante uomo di affari di Oerlinghausen. Quando sua madre morì nel 1873, il padre si trasferì con la famiglia a Lemgo dalla propria madre. Più tardi il padre e due fratelli si ammalarono e il padre morì in un ospedale psichiatrico. Marianne studiò a Lemgo e in un collegio di Hannover, la cui retta era pagata dal nonno materno. Quando anche la nonna morì (nel 1889) Marianne si trasferì nuovamente a Oerlinghausen in casa di Alwine Weber, sorella di sua madre.

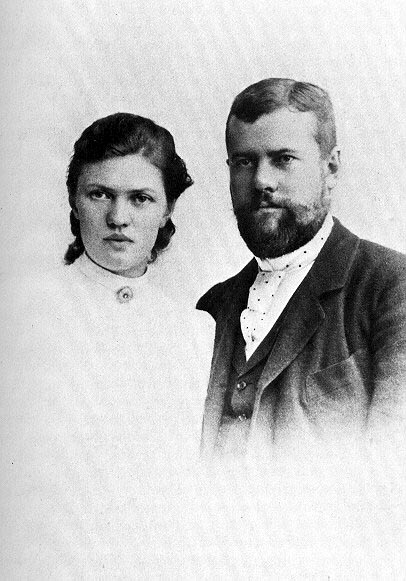
Marianne e Max Weber (foto del 1894)

Nel 1891 Marianne iniziò a trascorrere del tempo con i Weber di Charlottenburg: il capofamiglia Max Weber (1836–1897) era un importante giurista e uomo politico, fratello di Karl Weber e quindi prozio di Marianne. Marianne si affezionò soprattutto alla moglie Helene (1844–1919). Nel 1893 Marianne sposò a Oerlinghausen Max Weber, il giovane figlio di Max ed Helene, e la coppia si trasferì dapprima a Berlino e successivamente (nel 1894) a Friburgo in Brisgovia, dove Marianne seguì le lezioni del filosofo neokantiana Heinrich Rickert. A Friburgo, Marianne cominciò a impegnarsi nel movimento femminista e continuò anche dopo il trasferimento col marito ad Heidelberg nel 1897 Nel 1898 Max Weber ebbe una grave crisi depressiva e fino al 1904 non poté attendere a nessuna attività; Marianne di fatto attese in parte all'attività del marito. Il primo saggio di Marianne fu pubblicato nel 1900; nel 1907 fu pubblicato il suo più importante lavoro. Nel 1904 accompagnò il marito negli Stati Uniti
Nel 1919 Marianne Weber divenne membro del Partito Democratico Tedesco e fu eletta al parlamento del Baden-Baden, prima donna eletta nella Repubblica di Baden; nel 1919 fu presidente dell'Unione delle organizzazioni femministe tedesche (Bund Deutscher Frauenvereine), incarico che mantenne fino al 1923. Nel 1919 Max e Marianne Weber si trasferirono a Monaco di Baviera; l'anno successivo adottarono i quattro figli di Lili Weber, la sorella di Max morta suicida. Poco dopo, tuttavia, suo marito morì. Marianne ne continuò l'attività: ritornò ad Heidelberg (nel 1921), dove nel 1924 le fu concessa la laurea honoris causa. Nel 1926 pubblicò una biografia di suo marito. Fino alla sua morte, avvenuta nel 1954, rimase attiva come studiosa continuando a prendersi cura anche dei quattro figli adottivi.

## Opere (selezione)
- (DE) Marianne Weber, Fichte's Sozialismus und sein Verhältnis zur Marxschen Doktrin, Tübingen, J. C. B. Mohr, 1900.
- (DE) Marianne Weber, Beruf und Ehe. Die Beteiligung der Frau an der Wissenschaft, Berlin-Schöneberg, Buchverlag der Hilfe, 1906.
- (DE) Marianne Weber, Ehefrau und Mutter in der Rechtsentwicklung, Tübingen, Mohr, 1907.
- (DE) Marianne Weber, Die Frau und die objektive Kultur, in Logos, vol. 4, n. 3, 1913,  pp. 328-363.. Edizione italiana:  ISBN 978-88-6992-337-1 Marianne Weber, La donna e la cultura : questione femminile e partecipazione pubblica, a cura di Barbara Grüning, traduzione di Barbara Grüning, Roma, Armando, 2018.
- (DE) Marianne Weber, Die Frauen und die Liebe, Königstein (Taunus), Langewiesche, 1935.
- (DE) Marianne Weber, Erfülltes Leben, Heidelberg, Schneider, 1946.
- (DE) Marianne Weber, Lebenserinnerungen, Bremen, Storm, 1948.
- (DE) Marianne Weber, Max Weber. Ein Lebensbild, Tübingen, Mohr, 1926.. Edizione italiana:  Marianne Weber, Max Weber : una biografia, traduzione di Biagio Forino, Bologna, Il mulino, 1995, ISBN 88-15-04786-7.